# روسفيتا تسوبلت
روسفيتا تسوبلت (بالألمانية: Roswietha Zobelt ) لاعبة تجديف ألمانية سابقة، وُلدت في الرابع والعشرين من نوفمبر لعام 1954 في ريترسجرون في المانيا الشرقية. فازت بالأولمبياد مرتين وتُوجت بطلة للعالم أربع مرات.
نشأت روسفيتا في جبال الخام وكانت في بادئ الأمر لاعبة ألعاب القوى الخفيفة والألعاب الشتوية، ولكن نظرًا إلى طولها وُجهت إلى رياضة التجديف في عام 1970. انضمت اللاعبة ذات طول بلغ 1,88 إلى نادي بوستدام أينما دُربت على يد باربرا مولر. فازت روسفيتا في عام 1972 ببطولة الأطفال والشباب في ألمانيا الاتحادية عن سباق التجديف الرباعي والتجديف الثُماني، وفي عام 1973 أحرزت أول بطولة لها في ألمانيا الشرقية عن سباق التجديف الثنائي وكذلك أصبحت بطلة أوروبا في العام ذاته، وكانت أيضًا بطلة العالم عام 1974 وعام 1975.
حصدت روسفيتا ميدالية ذهبية في الألعاب الأولمبية الصيفية عام 1976 التي اُقيمت في مونتريال وذلك عن سباق التجديف لرباعي مع كل من يوتا لاو وفيولا بولي وأنكه بورشمان وليانا فايجلت. أما عام 1977 تُوجت ببطولة العالم مع أنكه بورشمان في سباق التجديف الثنائي. فازت روسفيتا بطولة العالم في عام 1979 لسباق التجديف الرباعي وذلك جاء بعد أن احتلت المركز السادس في مع أنكه بورشمان في العام السابق.
أنهت روسفيتا مسيرتها الرياضية بعد فوزها بميدالية ذهبية في سباق التجديف الرباعي مع كل من يوتا بلوخ ويوتا لاو وزيبيلي راينهارتد وليانا فايجلت في الألعاب الأولمبية الصيفية عام 1980 التي أُقيمت في موسكو، وعادت مع زوجها لاعب التجديف جونتر تسوبلت إلى جبال الخام أينما عملت كطبيبة علاج طبيعي.
تُعد لاعبة التزلج الجماعي شتيفاني شنايدر هي ابنه أخت روسفيتا تسوبلت.

## الأوسمة
- نيشان الاستحقاق الوطني الفضي عام 1976[2]

- نيشان الاستحقاق الوطني الذهبي عام 1980

## الكتب
كانت روسفيتا ضمن كتاب «المعجم الأكبر لرياضي ألمانيا الشرقية. أكثر 1000 لاعبة ولاعب نجاحًا وشعبيًا من ألمانيا الشرقية، نجاحتهم وسيرتهم الذاتية» للكاتب فولكر كلوجه.
- Volker Kluge: Das große Lexikon der DDR-Sportler. Die 1000 erfolgreichsten und populärsten Sportlerinnen und Sportler aus der DDR, ihre Erfolge und Biographien. Schwarzkopf & Schwarzkopf, Berlin 2000, ISBN 3-89602-348-9.

## وصلات خارجية
- روسفيتا تسوبلت على موقع الاتحاد الدولي للتجديف (الإنجليزية)
- روسفيتا تسوبلت على موقع اللجنة الأولمبية الدولية (الإنجليزية)
- روسفيتا تسوبلت على موقع أوليمبيديا (الإنجليزية)

- إنجازات روسفيتا تسوبلت على موقع Sports-Reference (باللغة الإنجليزية)